# Brett Jaeger
Brett Jaeger (* 18. Januar  1983 in Peace River, Alberta) ist ein deutsch-kanadischer Eishockeytorwart, der ab der Saison 2023/24 bei den Hannover Indians aus der Oberliga Nord unter Vertrag steht.

## Karriere
Brett Jaeger begann seine Karriere bei den Drayton Valley Thunder aus der Alberta Junior Hockey League und wurde beim WHL Bantam Draft 1998 in der achten Runde von den Medicine Hat Tigers ausgewählt. Vor der Saison 2000/01 wechselte er zu den Tigers in die Western Hockey League und kam dort in der Folge insgesamt 12 Mal zum Einsatz. 2001 wechselte er innerhalb der WHL zu den Vancouver Giants und im September 2002 weiter zu den Saskatoon Blades.

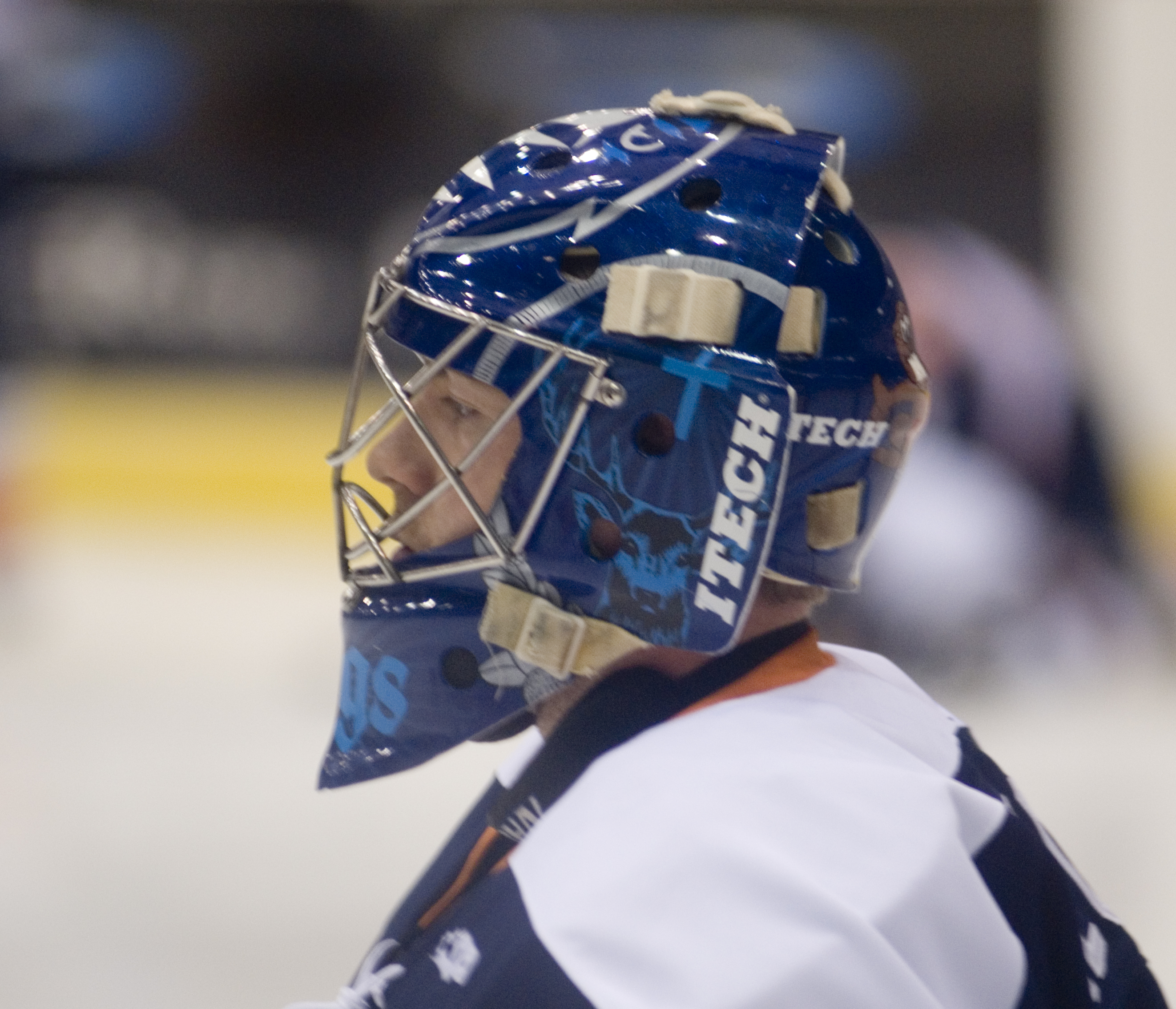
Brett Jaeger als Torhüter der Long Beach Ice Dogs

Zu Beginn der Spielzeit 2003/04 verließ er die Blades wieder und kehrte zu den Drayton Valley Thunder, wo er am Ende der Saison als wertvollster Spieler der AJHL ausgezeichnet wurde. In den folgenden Jahren stand er bei verschiedenen Franchises der ECHL unter Vertrag, ehe er von 2007 bis 2010 für die Texas Brahmas in der Central Hockey League aktiv war. 2009 gewann er mit den Brahmas die Meisterschaft der Liga und die Brahmas erhielten dafür den Ray Miron President’s Cup.
2010 entschloss er sich zu einem Wechsel nach Europa und wurde von den Coventry Blaze aus der Elite Ice Hockey League, der höchsten Eishockeyliga des Vereinigten Königreichs, verpflichtet. Dort gewöhnte er sich schnell an die größere Eisfläche im Vergleich zu Nordamerika und zeigte ansprechende Leistungen. Im Sommer 2011 wechselte er zu Copenhagen Hockey in die dänische AL-Bank Ligaen, ehe er im Januar 2012 von den Fischtown Pinguins aus Bremerhaven verpflichtet wurde.
Im Januar 2013 erhielt Jaeger die deutsche Staatsbürgerschaft und fiel damit nicht mehr unter das Ausländerkontingent der zweiten deutschen Liga. Im April 2013 verlängerte Jaeger seinen Vertrag um ein Jahr und gewann mit den Pinguins die Meisterschaft der DEL2. Anschließend verlängerte er seinen Vertrag ein weiteres Mal, ehe er im Mai 2015 von Bremerhaven nach Dresden wechselte. Mit den Eislöwen erreichte er in der Saison 2015/16 das Playoff-Halbfinale und zeigte dabei hervorragende Leistungen, ehe er zur Saison 2016/17 von Dresden zu den Löwen Frankfurt wechselte.

## Erfolge und Auszeichnungen
| - 2004 Wertvollster Spieler der AJHL - 2006 Teilnahme am ECHL All-Star Game - 2009 Gewinn des Ray Miron President’s Cups (Meistertrophäe der Central Hockey League) mit den Texas Brahmas - 2014 Meister der DEL2 mit den Fischtown Pinguins | - 2017 Meister der DEL2 mit den Löwen Frankfurt - 2017 Wertvollster Spieler der DEL2-Playoffs - 2021 Meister der Oberliga Nord mit den Hannover Scorpions |

## Karrierestatistik
(Legende zur Torhüterstatistik: GP oder Sp = Spiele insgesamt; W oder S = Siege; L oder N = Niederlagen; T oder U oder OT = Unentschieden oder Overtime- bzw. Shootout-Niederlage; Min. = Minuten; SOG oder SaT = Schüsse aufs Tor; GA oder GT = Gegentore; SO = Shutouts; GAA oder GTS = Gegentorschnitt; Sv% oder SVS% = Fangquote; EN = Empty Net Goal; 1 Play-downs/Relegation; Kursiv: Statistik nicht vollständig)